# Apus caffer
Apus caffer là một loài chim trong họ Apodidae.